# Rafał Maszkowski
Rafał Maszkowski (ur. 8 czerwca 1967 w Szczecinku) – astronom, jeden z pionierów Internetu w Polsce.
Potomek Rafała Ludwika Maszkowskiego.

## Życiorys
Na przełomie lat 80. i 90. studiował astronomię na Uniwersytecie Mikołaja Kopernika w Toruniu. Działał wtedy w opozycji: pod koniec lat 80. był podziemnym drukarzem, brał udział w reaktywacji NZS-u (1988) r. i samorządu studenckiego na UMK. Został wiceprzewodniczącym Zarządu Uczelnianego NZS i przedstawicielem NZS UMK w Krajowej Komisji Koordynacyjnej NZS.
Od roku 1992 aktywnie współtworzył kształt polskiego Internetu: uruchomił na UMK węzeł Fidonetu, który wymieniał pocztę z Internetem.
Po studiach zajmował się radioastronomią w Szwecji – w Göteborgu oraz pobliskiej Onsali, gdzie m.in. tworzył oprogramowanie sterujące 32-metrowym teleskopem w Onsala Rymdobservatorium. W tym czasie współpracował też z „Pigułkami” – jedną z pierwszych polskich elektronicznych gazet, uruchomioną w roku 1990 przez Marka Zielińskiego i Dave’a Philipsa. Prowadził w niej dział kontaktów sieciowych.
W roku 1994 był współzałożycielem jednego z pierwszych dostawców Internetu w Polsce – PDi (Publiczny Dostęp do Internetu), pracował w niej do roku 1998. Współtworzył i w 1995 roku został członkiem zarządu stowarzyszenia Polska Społeczność Internetu, a w 2000 r.
Od roku 1996 do początku roku 2006 był koordynatorem polskiej części GNU Translation Project.
Od 2009 roku współpracował z redakcją magazynu „NIGDY WIĘCEJ”.
Prowadził serwis internetowy przedstawiający krytyczną analizę Radia Maryja. Obecnie zatrudniony jest w Interdyscyplinarnym Centrum Modelowania Matematycznego i Komputerowego Uniwersytetu Warszawskiego.

## Odznaczenia
W 2011 roku odznaczony Złotym Krzyżem Zasługi.